# Harsāwa Bara
Harsāwa Bara är en ort i Indien.   Den ligger i distriktet Sīkar och delstaten Rajasthan, i den nordvästra delen av landet, 230 km väster om huvudstaden New Delhi. Harsāwa Bara ligger 339 meter över havet och antalet invånare är 1 695.
Terrängen runt Harsāwa Bara är mycket platt. Runt Harsāwa Bara är det tätbefolkat, med 257 invånare per kvadratkilometer. Närmaste större samhälle är Fatehpur, 9,1 km norr om Harsāwa Bara. Trakten runt Harsāwa Bara består till största delen av jordbruksmark.